# مسجد الأمير حسن (أخميم)
مسجد الأمير حسن (أخميم) (1121هجرية)، هو أحد المساجد التي انشئت في عصر الدولة العثمانية في مصر، يقع بأخميم.

## وصفه
سقفه محمول على أعمدة وأعتاب من الخشب، وهو يشبه إلى حد كبير مسجد سيدى جلال بمدينة جرجا. كما أن المحراب مبنى من الحجر الملون باللون الأخضر، مما أكسبه منظرا جميلا. والسقف حافل بالزخارف الزيتية وتحيط به وزرات خشبية كتب عليها آيات قرآنية.